# Lodo Pasquale
Il lodo Pasquale fu una decisione arbitrale emessa dal presidente della Lega Calcio, Giuseppe Pasquale, al fine di determinare l'ordinamento del campionato italiano di calcio nella stagione 1958-1959.

## Premessa
Nell'estate del 1957 la dirigenza della FIGC versava in un vero e proprio stato caotico, causato principalmente dalle aspre polemiche pubbliche incentrate sul traballante cammino della Nazionale nelle qualificazioni ai Mondiali di Svezia. Per dar maggior spazio agli Azzurri, il Consiglio federale aveva deliberato la riduzione del campionato di Serie A a 16 squadre dal 1958, per cui a fine stagione ci sarebbero state tre retrocessioni a fronte di un'unica promozione dalla B. La delibera trovò però la ferma opposizione della Lega, che la denunciò come invalida per abuso di potere e dettata da motivi politici.
Il braccio di ferro continuò per mesi fino alla clamorosa eliminazione della Nazionale a Belfast per mano dell'Irlanda del Nord (impostasi per 2-1 nella gara giocata il 15 gennaio 1958) allorquando venne silurato il vecchio presidente della Lega Calcio, Saverio Giulini, e al suo posto venne eletto Giuseppe Pasquale. Paradossalmente il cambio rinforzò la posizione della Lega, in quel periodo impegnata in una radicale riforma del professionismo nel mondo del calcio, a scapito della Federazione, che verrà infatti commissariata di lì a pochi mesi. Le grandi società ne approfittarono per imporre la loro visione, e far delegare Pasquale per ottenere una struttura dei tornei più rassicurante per i loro investimenti.

## Il lodo
Il lodo Pasquale cambiò in corsa, a marzo, i regolamenti sulle retrocessioni del 1958. Il punto nodale fu l'annullamento della prevista riduzione della Serie A a 16 squadre, che avrebbe comportato il ritorno al normale interscambio con la cadetteria. Pasquale però, da sempre alfiere di un professionismo radicale e sostenitore di una chiusura delle categorie onde salvaguardare gli investimenti economici, deliberò la creazione di uno spareggio fra la penultima della A e la seconda della B, in modo da dare ancor maggiori possibilità alle società della massima serie.
La finalità prima del lodo comportò inoltre altre conseguenze a cascata, dato che all'annullamento della contrazione della Serie A non si volle far discendere la cancellazione di quella che avrebbe dovuto esserne la conseguenza, cioè l'espansione della Serie B a 20 squadre. Fu così che per far fronte alle esigenze della matematica, ma anche per cominciare a mettere sul tavolo, seppur se a titolo sperimentale, quella che era la sua visione del professionismo, Pasquale deliberò il blocco delle retrocessioni dalla B alla C. Per completare infine a cascata gli organici della Serie C, della quale era tra l'altro previsto lo sdoppiamento fra Nord e Sud, si portò da 18 a 20 il numero delle selezionande dalla IV Serie.

## Conseguenze
La riduzione della Serie A fu in realtà solo rimandata di due anni, e imposta d'autorità dal commissario straordinario della FIGC, Bruno Zauli, per l'anno 1960. Ben più duratura fu la determinazione del formato della Serie B a 20 squadre, che divenne il più stabile nell'intera storia della FIGC, tanto da durare per quarantacinque anni fino al 2003, quando fu travolto dalle conseguenze del caso Catania.